# Baron Wraxall

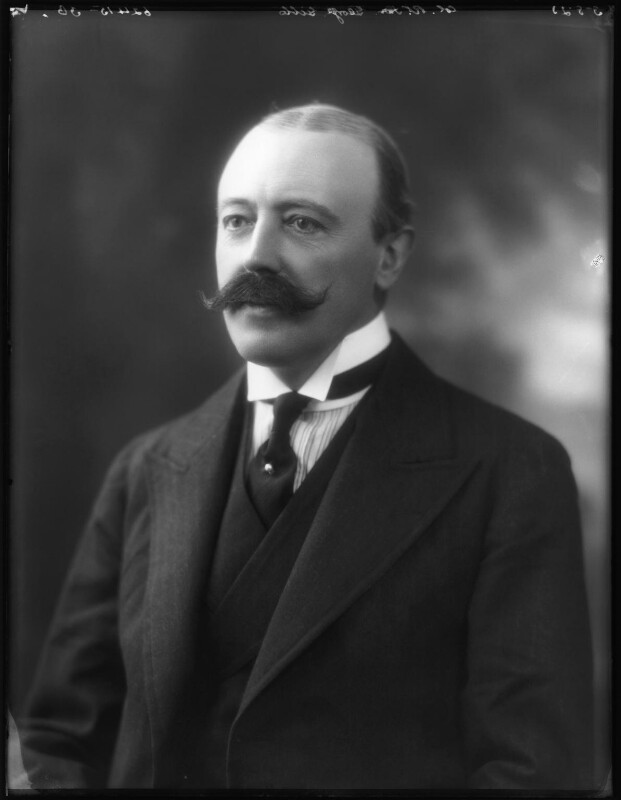
George Gibbs, 1. Baron Wraxall

Baron Wraxall, of Clyst St George in the County of Devon, ist ein erblicher britischer Adelstitel in der Peerage of the United Kingdom.
Familiensitz der Barone war Tyntesfield bei Wraxall in Somerset und ist heute Coddenham House bei Ipswich in Suffolk.

## Verleihung
Der Titel wurde am 23. Januar 1928 dem konservativen Politiker und Treasurer of the Household George Gibbs verliehen.
Heutiger Titelinhaber ist seit 2017 dessen Enkel Antony Gibbs als 4. Baron.

## Liste der Barone Wraxall (1928)
- George Gibbs, 1. Baron Wraxall (1873–1931)
- Richard Gibbs, 2. Baron Wraxall (1928–2001)
- Eustace Gibbs, 3. Baron Wraxall (1929–2017)
- Antony Gibbs, 4. Baron Wraxall (* 1958)

Titelerbe (Heir Apparent) ist der älteste Sohn des aktuellen Titelinhabers, Hon. Orlando Gibbs (* 1995).